# Na Fianna Force
Na Fianna Force im Emerald Park bei Ashbourne (Meath, Irland) ist eine Stahlachterbahn vom Modell Suspended Thrill Coaster des Herstellers Vekoma, die am 22. Mai 2024 als erster Inverted Coaster Irlands eröffnet wurde. Sie befindet sich im 2024 neu eröffneten Themenbereich Tír na nÓg und ist nach Hals-über-Kopf im Erlebnispark Tripsdrill die zweite Auslieferung des Modells Suspended Thrill Coaster.

## Technik
Die 748 m lange, von Benjamin Bloemendaal entworfene Strecke erreicht eine Höhe von 31 m und verfügt über drei Inversionen: eine übergeneigte Inversion, einen Korkenzieher und eine Zero-g-Roll. Damit ist sie zugleich die erste Achterbahn Irlands mit Inversionen.

## Auszeichnungen
Der Betreiber Emerald Park erhielt 2025 für Na Fianna Force den FKF-Award des Freundeskreis Kirmes und Freizeitparks e.V. in der Kategorie Achterbahn des Jahres 2024.